# 신자이케역
신자이케역(일본어: 新在家駅, しんざいけえき)은 일본 효고현 고베시 나다구에 있는 한신 전기철도 본선의 역이다. 역 번호는 HS 27이다.

## 역사
- 1905년 4월 12일: 한신 본선의 개통과 동시에 도메이역(일본어: 東明駅, とうみょうえき)으로 영업 개시. 또한, 본 역과 오이시 역 사이에(초대) 신자이케 역이 따로 존재했다(1929년 폐지).
- 1930년 2월 11일: 2대 신자이케역으로 역명 변경.
- 1967년 7월 2일: 이시야가와 ~ 니시나다 역 구간의 고가화로 인하여 북쪽으로 이전됨.
- 1995년
  - 1월 17일: 한신・아와지 대지진으로 인한 한신 본선 운행 중단.
  - 6월 26일: 미카게 ~ 니시나다 역 구간 운행 재개.
- 2006년 10월 28일: 다이아 개정으로 준급 열차가 당역 출입이 없어지고 전 우등 열차 통과역이 됨.
- 2014년 4월 1일: 역 번호 도입.

## 역 구조
상대식 승강장 2면 2선의 고가역이다. 분기기, 절대 신호가 없어 정류장으로 분류된다. 개찰구는 우메다 방향의 1개만으로 1층에 있고 승강장은 2층에 있다.

### 승강장
| 승강장 | 노선   | 방향 | 행선                                         |
| ------ | ------ | ---- | -------------------------------------------- |
| 1      | ■ 본선 | 상행 | 아마가사키・오사카 (우메다)・난바・나라 방면 |
| 2      | ■ 본선 | 하행 | 고베 (산노미야)・아카시・히메지 방면         |

- 실제로는 구내에 상기의 승강장 번호 표기는 없지만, 공식 사이트 내에서는 상행 승강장이 1번, 하행 승강장이 2번 선으로 알려졌다. 승강장 유효 길이는 19m급 한신 차량 6량 편성에 대응하는 120m이지만, 현행 다이아에서는 6량 편성의 영업 열차는 정차하지 않는다. 21m급의 긴키 닛폰 철도 차량 6량 편성은 정차 불가능하다.

## 역 주변
역의 북쪽으로 약 500m의 위치에 서일본여객철도(JR 서일본) 롯코미치역이 있다. 한큐전철 롯코 역은 약 1,200m 거리에 있어 오르막길을 걸어야하므로 도보로 15 ~ 20분 정도 걸린다.
- 고베 제강소 고베 제철소
  - 신코 고베 발전소・나다하마 과학 스퀘어
- 한신 전기철도 이시야가와 차고(한큐 오아시스 이시야가와점・삼나무 약국 이시야가와점)
- 나다 구청
- 고베 사쿠라구치 우체국
- 도메이 우체국
- 서던 몰 롯코 B612
- 맥스 엘로 핫트 고베 나다점
- 산요 마루나카 신자이케점
- 코난 PRO 신자이케점
- 고베 롯코 볼(볼링장)
- 나다 온천 롯코미치점
- 고베 고난 무코노고
  - 다카시 주류 식품 고난즈케 본점
  - 고난즈케 자료관

## 사진

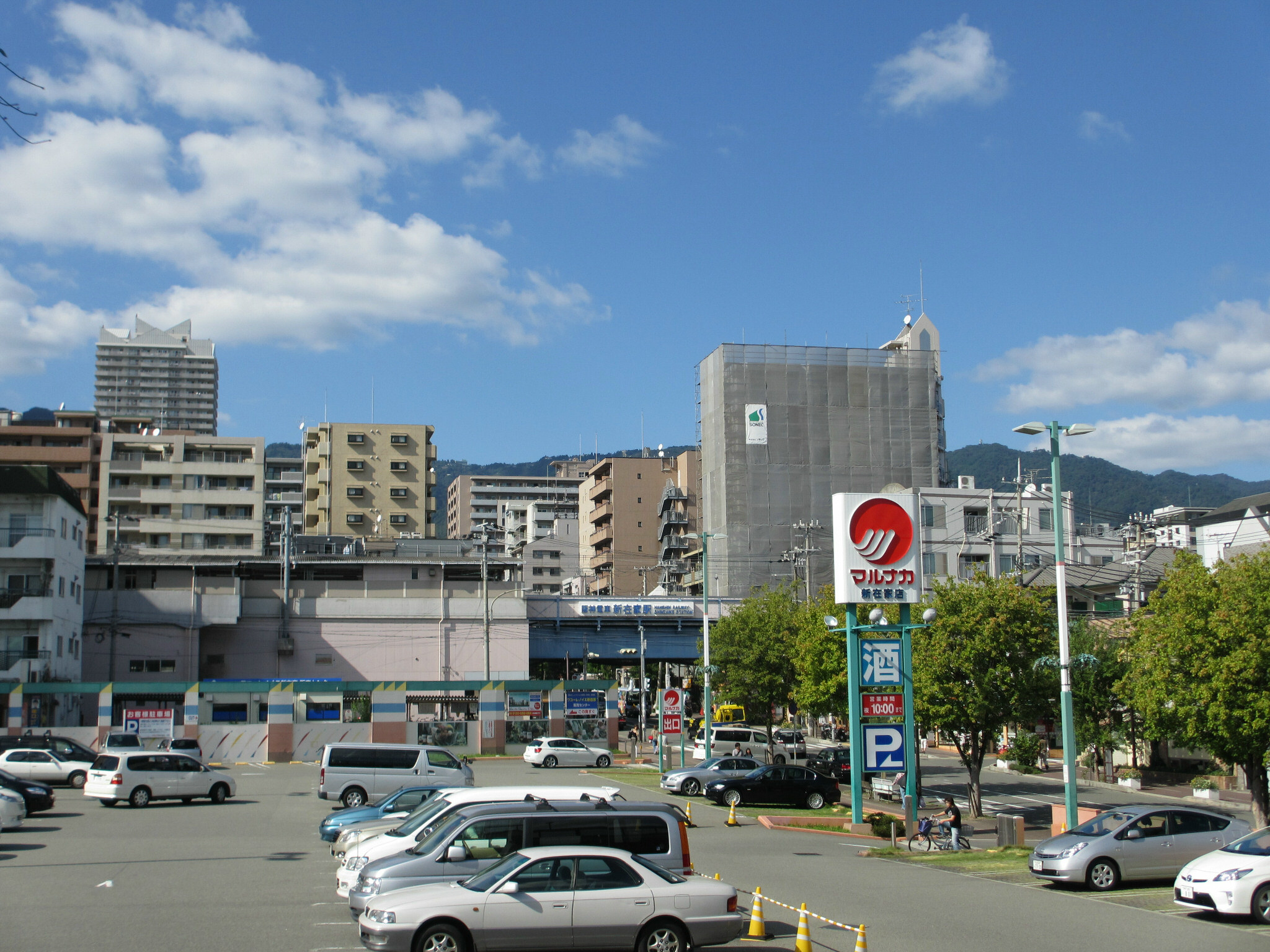
마루나카, 신자이케키타마치
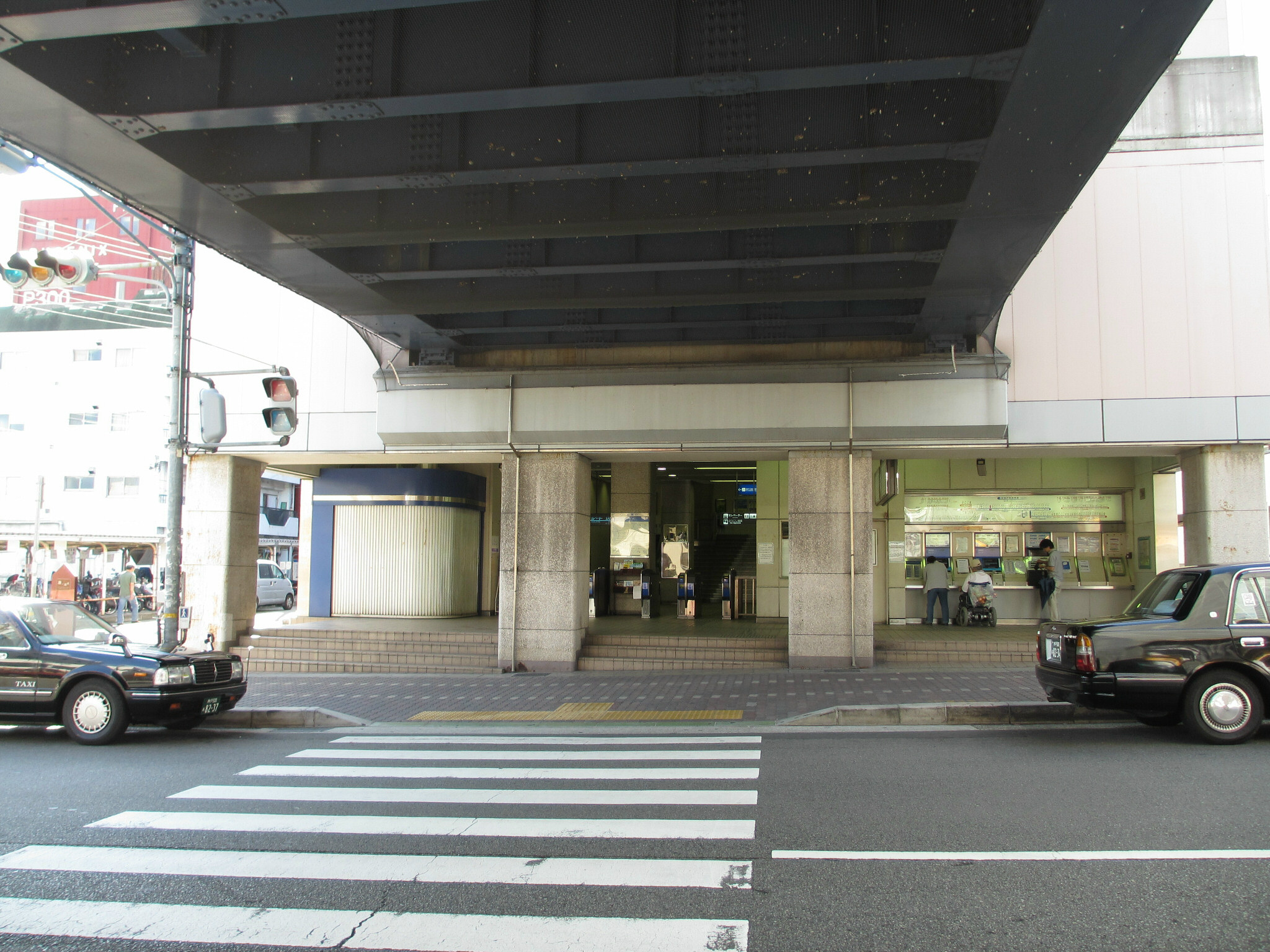
고가 밑 출입구
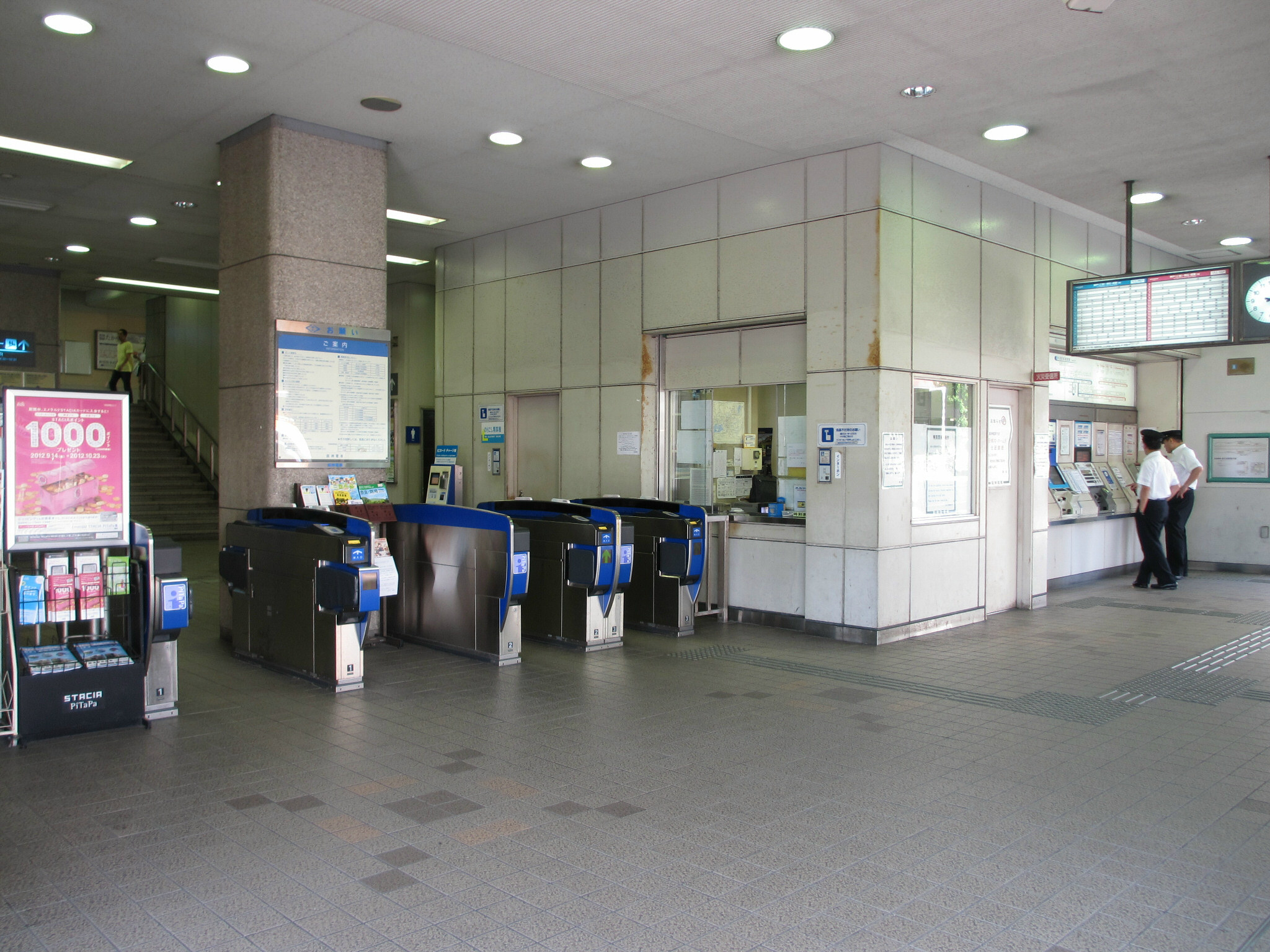
개찰구

## 인접역
| 한신 전기철도 ■ 본선         | 한신 전기철도 ■ 본선 | 한신 전기철도 ■ 본선       |
| ---------------------------- | -------------------- | -------------------------- |
| HS 26 이시야가와 우메다 방면 | ■ 보통               | 오이시 HS 28 신카이치 방면 |